# Stink Fisher
William Fisher, detto Stink (Cherry Hill, 30 luglio 1970), è un attore e cuoco statunitense.

## Biografia
Giocatore di football agonistico alla University of Minnesota e alla Rowan University, aveva firmato per giocare con i New York Jets, prima di rinunciare e diventare attore.

## Filmografia

### Cinema
- Imbattibile (Invincible), regia di Ericson Core (2006)
- Amabili resti (The Lovely Bones), regia di Peter Jackson (2009)

### Televisione
- I Soprano – serie TV (2006-2007)
- 30 Rock – serie TV  (2009)
- White Collar - Fascino criminale – serie TV (2009)
- Body of Proof – serie TV (2011)
- Blue Bloods – serie TV (2013)
- The Blacklist – serie TV (2015)
- Gotham – serie TV (2015-2016)